# Gabriele Zull

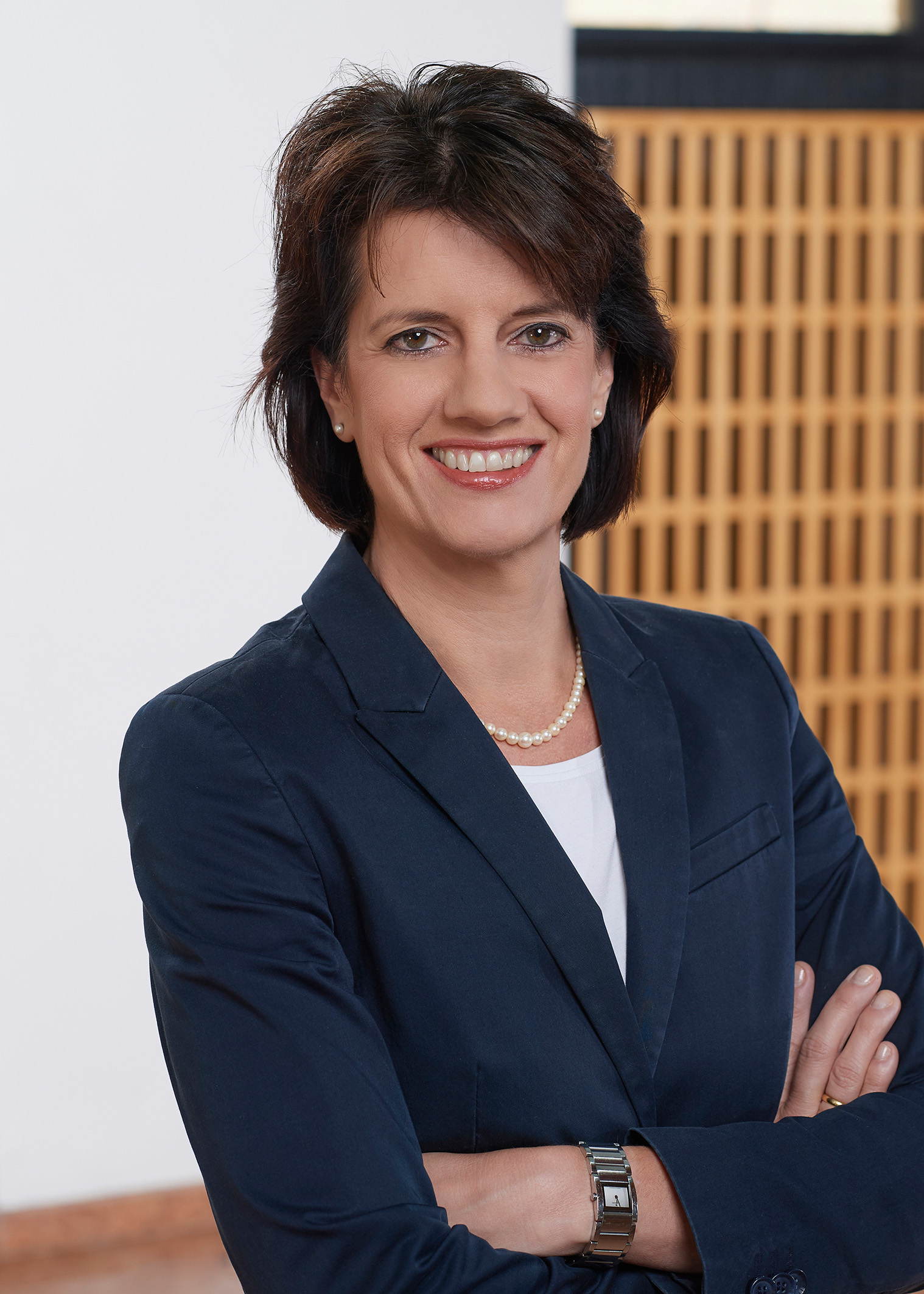
Gabriele Zull (2019)

Katja Gabriele Zull, geborene Karrer (* 23. Februar 1967 in Tübingen) ist eine parteilose deutsche Politikerin und seit 2016 Oberbürgermeisterin der Stadt Fellbach.

## Leben und Berufstätigkeit

### Ausbildung
Zull wuchs in Reutlingen auf und absolvierte das Abitur auf dem Albert-Einstein-Gymnasium Reutlingen. Von 1986 bis 1992 studierte Zull Rechtswissenschaften an der Universität Tübingen und absolvierte das erste juristische Staatsexamen. Von 1992 bis 1995 war Zull im Rahmen eines Rechtsreferendariats am Landgericht Hechingen tätig und absolvierte das zweite juristische Staatsexamen.

### Berufstätigkeit
Danach arbeitete sie als Referentin in Göppingen, zuerst von 1995 bis 2001 als stellvertretende Leiterin des Rechtsreferats, von 2001 bis 2007 als dessen Leiterin und von 2007 bis 2011 als Leiterin des Fachbereichs Hauptverwaltung.
Von August 2011 bis 2016 bekleidete sie das Amt der Ersten Bürgermeisterin der Stadt Göppingen. Am 25. Mai 2014 wurde sie für die Freien Wähler in den Kreistag des Landkreises Göppingen gewählt. Aus diesem Gremium schied sie mit der Wahl zur Oberbürgermeisterin von Fellbach im Herbst 2016 wieder aus.

### Oberbürgermeisterin von Fellbach
Am 18. September 2016 wurde sie mit 61,2 Prozent der Stimmen (Wahlbeteiligung: 42,58 %) als parteilose Nachfolgerin von Christoph Palm zur ersten weiblichen Oberbürgermeisterin der Stadt Fellbach gewählt. Am 7. November 2016 wurde sie auf ihr Amt verpflichtet. Am 15. September 2024 wurde sie mit 98,7 Prozent der Stimmen für eine zweite Amtszeit wiedergewählt. Die Oberbürgermeisterin der Stadt Fellbach ist kraft Amtes Vorsitzende des Gemeinderates und Dezernatsleiterin für die Bereiche Repräsentation, Verwaltungssteuerung, Kultur und Öffentlichkeitsarbeit.